# 1892 v dopravě
Tento článek obsahuje seznam událostí souvisejících s dopravou, které proběhly roku 1892.

## Události
- 8. dubna

 Ve Würzburgu by zahájen provoz koňské městské dráhy.
- 1. června

 Do provozu byla uvedena úzkorozchodná Přísečnická dráha v Krušných horách.
- 4. července

 Do provozu byl uveden úsek Kájov – Želnava (nyní Nová Pec) trati České Budějovice – Černý Kříž.
- 26. září

 Do provozu byla oficiálně uvedena železniční trať Jaffa (nyní Tel Aviv) – Jeruzalém, první železniční trať na území dnešního státu Izraele.
- 1. listopadu

 Do provozu byla uvedena úzkorozchodná trať Taubenheim – Dürrhennersdorf v Horní Lužici.

## Neurčené datum
V Kyjích byla na trati Praha – Česká Třebová zřízena železniční zastávka (nyní zastávka Praha-Kyje)
 Na trati Přerov–Bohumín Severní dráhy císaře Ferdinanda byla zřízena zastávka Rokytnice u Přerova.